# Andreas von Saß

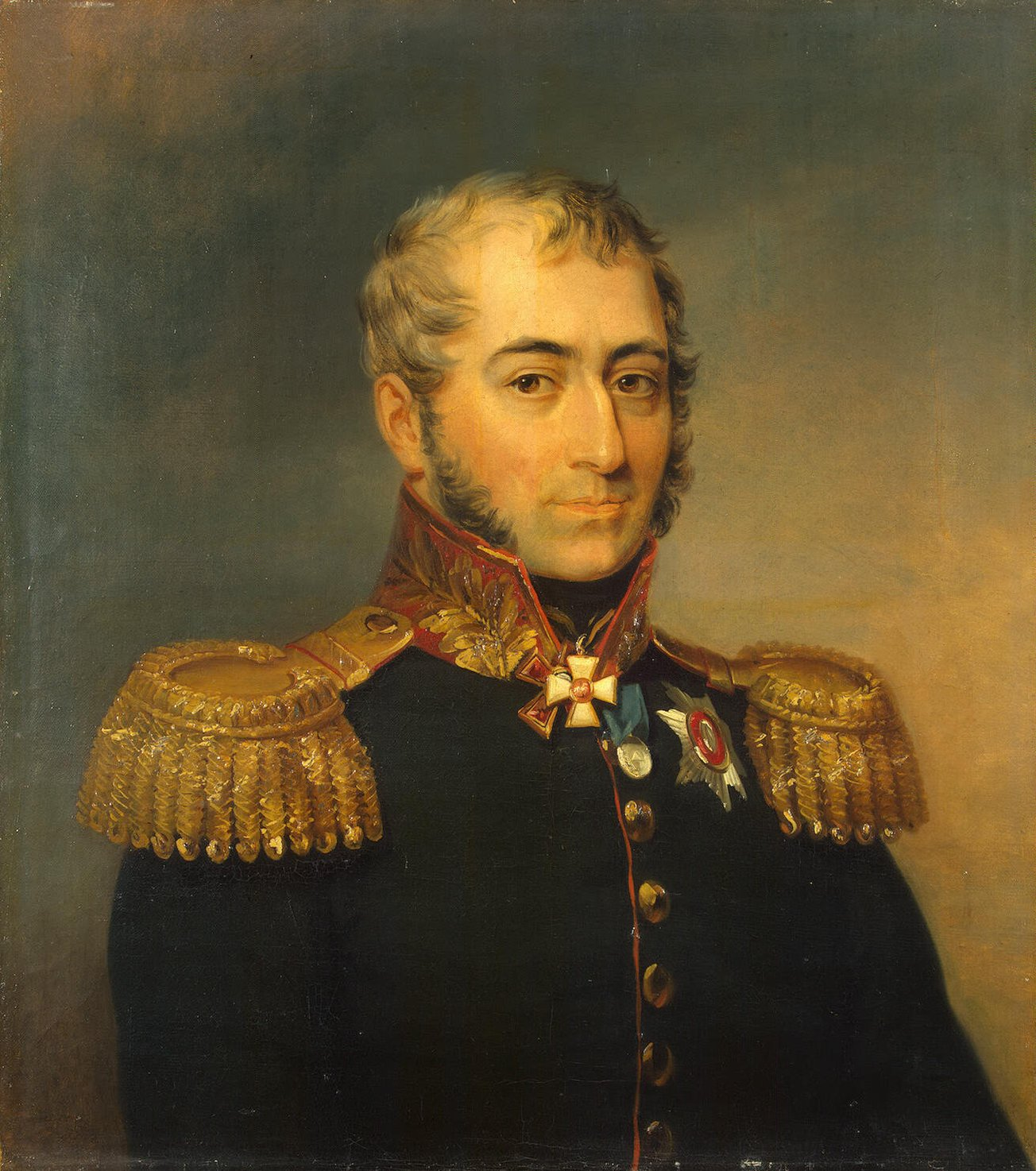
Andreas von Saß, Porträt von George Dawe

Andreas Burchard Friedrich von Saß (russisch Андрей Павлович Засс Andrei Pawlowitsch Sass; * 1753; † 12. Dezemberjul. / 24. Dezember 1816greg. in Riga) war ein russischer Generalleutnant.

## Leben

### Herkunft und Familie
Andreas entstammte dem baltischen Adelsgeschlecht von Saß. Seine Eltern waren der russische Brigadier sowie Erbherr auf Tegasch Paul Hartwig von Saß (1703–1772) und Barbara Helena, geborene von Hirschheydt aus dem Hause Sermus (1715–1798). Aus seiner 1780 geschlossenen Ehe mit Elisabeth Freiin von Igelström gingen zwei Söhne hervor, darunter der russische Generalmajor Peter von Saß (1781–1830).

### Werdegang
Saß diente seit 1769 in der Kaiserlich Russischen Armee und war 1773 Garde-Offizier. Er avancierte 1779 zum Oberstleutnant, 1789 zum Oberst der Perejaslawer Jäger zu Pferde und 1793 zum Kommandeur der Kiewer Jäger zu Pferde. 1794 war er Brigadier, nahm an der Niederschlagung des Kościuszko-Aufstands, insbesondere der Schlacht bei Praga teil und wurde 1795 mit dem Sankt-Wladimir-Orden III. Klasse ausgezeichnet. Nach seiner Beförderung zum Generalmajor im Jahre 1807 wurde er 1809 Kommandeur eines Korps in der Walachei, wo er sich 1810 im Russisch-Türkischer Krieg den Stankt-Georgs-Orden III. Klasse verdiente. Er wurde noch Chef des Perejaslawer Dragoner-Regiments, erhielt aber 1814 seinen Abschied. Letztlich stieg er noch zum Generalleutnant auf und erhielt den Alexander-Newski-Orden, war weiterhin Träger des Goldenen Schwertes für Tapferkeit und des Stankt-Anna-Ordens I. Klasse.
Saß war bis 1807 Besitzer des väterlichen Erbgutes Tegasch im lettischen Distrikt Livlands.